# Grodziska (województwo mazowieckie)
Grodziska – wieś w Polsce położona w województwie mazowieckim, w powiecie płockim, w gminie Nowy Duninów.
W skład sołectwa Kamion-Grodziska wchodzą wsie Kamion i Grodziska
W latach 1975–1998 miejscowość administracyjnie należała do województwa płockiego.